# Chelis
Chelis – starożytny garncarz grecki działający w drugiej połowie VI wieku p.n.e. Był jednym z pierwszych garncarzy, który wprowadził w malarstwie wazowym styl czerwonofigurowy. Wykonane przez niego naczynia cechują się charakterystycznym przedstawieniem gestu podtrzymywania przez kobiety fałdów szat. Identyczny gest pojawił się w równoległym czasie w rzeźbie, co świadczy o wzajemnej korelacji wszystkich dziedzin sztuki.